# Volo Olympic Aviation 545
Il 3 agosto 1989, il volo Olympic Aviation 545, operato da uno Short 330-200, si schiantò contro il monte Kerkis, avvolto dalle nuvole, sull'isola di Samo perché i due piloti volavano basandosi sulle regole del volo a vista in condizioni di regole del volo strumentale. Non sopravvisse alcuno degli occupanti. Questo incidente è, ad oggi, il peggiore che abbia mai coinvolto uno Short 330.